# 리진 (가수)
leejean(2005년 7월 5일 ~ )은 대한민국의 가수다. 2023년 싱글 앨범 [ground zero ; chapter i]으로 데뷔했다.

## 방송
- 싱어게인3 (2023) - 5위
- 유명가수와 길거리 심사단 (2024)

## 음반
- ground zero ; chapter i (2023.03.03)
- ground zero ; chapter i (2023.03.06)
- ground zero ; chapter i (2023.03.07)
- ground zero ; chapter i (2023.03.08)
- ground zero ; chapter i (2023.03.09)
- ground zero ; chapter i (2023.03.10)
- ground zero ; chapter i (2023.03.13)
- 싱어게인3 - 무명가수전 Episode.3 (2023)
- 싱어게인3 - 무명가수전 Episode.6 (2023)
- 싱어게인3 - 무명가수전 Episode.10 (2023)
- 싱어게인3 - 무명가수전 Episode.12 (2024)
- 싱어게인3 - 무명가수전 Episode.13 (2024)
- 유명가수와 길거리 심사단 EP.1 (2024)
- 유명가수와 길거리 심사단 EP.5 (2024)
- 유명가수와 길거리 심사단 EP.6 (2024)
- 유명가수와 길거리 심사단 EP.8 (2024)
- 유명가수와 길거리 심사단 EP.9 (2024)
- 유명가수와 길거리 심사단 EP.10 (2024)
- 정숙한 세일즈 OST Part.2 (2024)